# Зелени кадар
Зелени кадар је био назив за српске и хрватске дезертере из aустроугарске војске током Првог свјетског рата. Након напуштања војске, због тешких услова ратовања и слабе мотивације, крили су се у шумама, као одметници. Број се кретао од неколико десетина до неколико хиљада и били су оперативни у области Хрватске и Срема. Групе су се снадбјевале одјећом и храном од сеоског становништва, али се такође преживјавали пљачкањем трговаца и богатих сељака. Генерал Стјепан Саркотић је у фебруару 1918. године добио наредбу инфилтрира у „Зелени кадар”. Термин „Зелени кадар” је прије тога био непознат у aустроугарcкој војсци, док је руски император имао обезбјеђење које је носило исти назив. Пред крај рата број оружаних дезертера у шумама је износио око 50.000.
Након рата, неки од њих су тврдили да су само слиједили наређења генерала Светозара Боројевића и да према томе нису били одметници.
Током Другог свјетског рата постојала је муслиманска паравојна формација позната као „Зелени кадар”.